# 500-km-Rennen von Spa-Francorchamps 1964

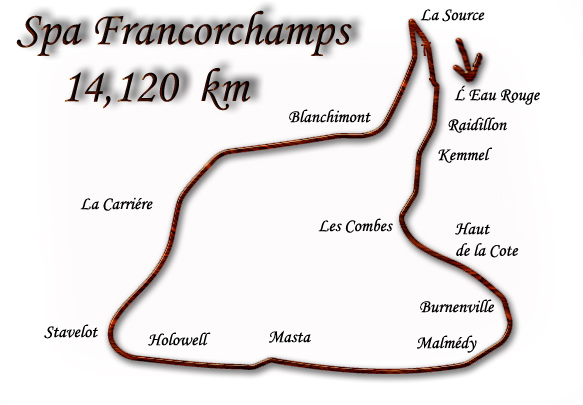
Circuit de Spa-Francorchamps; Streckenführung 1964

Das 500-km-Rennen von Spa-Francorchamps 1964, auch 500 km Spa, Spa-Francorchamps, fand am 17. Mai auf dem Circuit de Spa-Francorchamps statt und war der fünfte Wertungslauf der Sportwagen-Weltmeisterschaft dieses Jahres.

## Das Rennen
Zum zweiten Mal nach 1963 zählte das 500-km-Rennen zur Sportwagen-Weltmeisterschaft. Wie 1963 kam es auch 1964 über die volle Distanz zu einer Auseinandersetzung mehrerer Ferrari-250-GTO-Piloten. Während 1963 Willy Mairesse das Rennen für sich entscheiden konnte, endete die Veranstaltung 1964 mit dem Erfolg von Mike Parkes, der im Ziel nach 2 ½ Stunden Fahrzeit einen Vorsprung von mehr als einer Minute auf Jean Guichet hatte. Bester Nicht-Ferrari-Fahrer war Edgar Barth, der im Werks-Porsche 904 GTS Fünfter wurde.

## Ergebnisse

### Schlussklassement
| 1               | GT 3.0   | 20 | Maranello Concessionaires  | Mike Parkes               | Ferrari 250 GTO/64         | 36 |
| 2               | GT 3.0   | 21 | Scuderia Filipinetti       | Jean Guichet              | Ferrari 250 GTO/64         | 36 |
| 3               | GT 3.0   | 22 | Scuderia Filipinetti       | Lorenzo Bandini           | Ferrari 250 GTO/64         | 36 |
| 4               | GT 3.0   | 25 | David Piper                | David Piper               | Ferrari 250 GTO            | 36 |
| 5               | GT 2.0   | 41 | Porsche System Engineering | Edgar Barth               | Porsche 904 GTS            | 35 |
| 6               | GT 3.0   | 27 | Ecurie Francorchamps       | Gérard Langlois van Ophem | Ferrari 250 GTO            | 35 |
| 7               | GT 2.0   | 45 |                            | Gerhard Koch              | Porsche 904 GTS            | 35 |
| 8               | GT 2.0   | 47 | Racing Team Holland        | Ben Pon                   | Porsche 904 GTS            | 35 |
| 9               | GT + 3.0 | 3  | Shelby American Inc.       | Bob Bondurant             | Shelby Cobra               | 35 |
| 10              | GT + 3.0 | 8  | Peter Sutcliffe            | Peter Sutcliffe           | Jaguar E-Type Lightweight  | 35 |
| 11              | GT + 3.0 | 4  | Shelby American Inc.       | Jo Schlesser              | Shelby Cobra               | 35 |
| 12              | GT + 3.0 | 9  | Dick Protheroe             | Dick Protheroe            | Jaguar E-Type Lightweight  | 35 |
| 13              | GT 3.0   | 24 | Pierre Noblet              | Pierre Noblet             | Ferrari 250 GTO            | 35 |
| 14              | GT 2.0   | 42 | Scuderia Filipinetti       | Herbert Müller            | Porsche 904 GTS            | 35 |
| 15              | GT + 3.0 | 2  | Shelby American Inc.       | Innes Ireland             | Shelby Cobra               | 35 |
| 16              | GT 2.0   | 55 | Abarth Corse               | Franco Patria             | Abarth-Simca 2000GT        | 35 |
| 17              | GT 2.0   | 50 |                            | Guy Ligier                | Porsche 904 GTS            | 35 |
| 18              | GT 2.0   | 40 |                            | Heini Walter              | Porsche 904 GTS            | 34 |
| 19              | GT 1.6   | 70 |                            | Henri Quernette           | Lotus Elan                 | 30 |
| 20              | GT 1.6   | 71 |                            | Jean Wauters              | Lotus Elan                 |    |
| 21              | GT 1.6   | 73 |                            | Falmer                    | Lotus Elan                 |    |
| 22              | GT + 3.0 | 1  | Shelby American Inc.       | Phil Hill                 | Shelby Cobra Daytona Coupe |    |
| 23              | GT 3.0   | 32 |                            | Ulf Norinder              | Ferrari 250 GTO            |    |
| 24              | GT 2.0   | 43 |                            | Léon Dernier              | Porsche 904 GTS            |    |
| 25              | GT 2.0   | 44 |                            | Emile-Claude Clemens      | Porsche 904 GTS            |    |
| 26              | GT 2.0   | 57 |                            | Pip Arnold                | Morgan Plus 4              |    |
| Disqualifiziert |          |    |                            |                           |                            |    |
| 27              | GT 2.0   | 46 |                            | Gerhard Osterfeld         | Porsche 904 GTS            |    |
| Ausgefallen     |          |    |                            |                           |                            |    |
| 28              | GT 3.0   | 23 | Ecurie Francorchamps       | Lucien Bianchi            | Ferrari 250 GTO/64         | 31 |
| 29              | GT + 3.0 | 6  | Dawnay Racing              | Mike Salmon               | Aston Martin DP214         |    |
| 30              | GT + 3.0 | 7  | Dawnay Racing              | Brian Hetreed             | Aston Martin DP214         |    |
| 31              | GT + 3.0 | 10 |                            | Marcel van Bierbeek       | Jaguar E-Type              |    |
| 32              | GT 3.0   | 26 | Chris Kerrison             | Chris Kerrison            | Ferrari 250 GT SWB Drogo   |    |
| 33              | GT 3.0   | 28 | Ecurie Francorchamps       | Francis van Lysbeth       | Ferrari 250 GT SWB Drogo   |    |
| 34              | GT 3.0   | 29 | Peter Clarke               | Peter Clarke              | Ferrari 250 GTO            |    |
| 35              | GT 3.0   | 30 | Ecurie Francorchamps       | Xavier Boulanger          | Ferrari 250 GTO            |    |
| 36              | GT 3.0   | 31 | Ramminger                  | Manfred Ramminger         | Ferrari 250 GTO            |    |
| 37              | GT 2.0   | 52 | Jean-Pierre Gaban          | Jean-Pierre Gaban         | Porsche 356C 2000          |    |
| 38              | GT 2.0   | 53 | Abarth Corse               | Giancarlo Baghetti        | Abarth-Simca 2000GT        |    |
| 39              | GT 2.0   | 54 | Abarth Corse               | Hans Herrmann             | Abarth-Simca 2000GT        |    |
| 40              | GT 2.0   | 56 |                            | Chris Lawrence            | Morgan Plus 4              |    |
| 41              | GT 2.0   | 58 |                            | Neil Dangerfield          | Triumph TR4                |    |
| 42              | GT 2.0   | 59 |                            | Max Hobbel                | Triumph TR4                |    |
| 43              | GT 2.0   | 60 |                            | Jean Carpentier           | MGB                        |    |
| 44              | GT 2.0   | 62 |                            | Jack Sharp                | MGB                        |    |
| 45              | GT 2.0   | 63 |                            | John Gaston               | TVR Grantura               |    |
| Nicht gestartet |          |    |                            |                           |                            |    |
| 46              | GT 2.0   | 48 | Racing Team Holland        | Henk van Zalinge          | Porsche 904 GTS            | 1  |
| 47              | GT 2.0   | 49 |                            | Edmond Meert              | Porsche 904 GTS            | 2  |

1 nicht gestartet
2 nicht gestartet

### Nur in der Meldeliste
Hier finden sich Teams, Fahrer und Fahrzeuge, die ursprünglich für das Rennen gemeldet waren, aber aus den unterschiedlichsten Gründen daran nicht teilnahmen.
| Pos. | Klasse | Nr. | Team | Fahrer             | Chassis           |
| ---- | ------ | --- | ---- | ------------------ | ----------------- |
| 48   | GT 2.0 | 51  |      | Jacques Thenaers   | Porsche 356C 2000 |
| 49   | GT 2.0 | 61  |      | Jean-Marie Pierson | MGB               |
| 50   | GT 1.6 | 72  |      | Andre Monbaerts    | Lotus Elan        |

### Klassensieger
| Klasse   | Fahrer          | Fahrzeug           | Platzierung im Gesamtklassement |
| -------- | --------------- | ------------------ | ------------------------------- |
| GT + 3.0 | Bob Bondurant   | Shelby Cobra       | Rang 9                          |
| GT 3.0   | Mike Parkes     | Ferrari 250 GTO/64 | Gesamtsieg                      |
| GT 2.0   | Edgar Barth     | Porsche 904 GTS    | Rang 5                          |
| GT 1.6   | Henri Quernette | Lotus Elan         | Rang 19                         |

### Renndaten
- Gemeldet: 50
- Gestartet: 45
- Gewertet: 27
- Rennklassen: 4
- Zuschauer: unbekannt
- Wetter am Renntag: warm und trocken
- Streckenlänge: 14,100 km
- Fahrzeit des Siegerteams: 2:32:05,200 Stunden
- Gesamtrunden des Siegerteams: 36
- Gesamtdistanz des Siegerteams: 507,600 km
- Siegerschnitt: 200,254 km/h
- Schnellste Trainingszeit: Mike Parkes – Ferrari 250 GTO/64 (#20) – 4:09,000 = 203,855 km/h
- Schnellste Rennrunde: Phil Hill – Shelby Cobra Daytona Coupe (#1) – 4:04,500 = 207,607 km/h
- Rennserie: 5. Lauf zur Sportwagen-Weltmeisterschaft 1964